# Mobile-Tagging
Der Begriff Mobile-Tagging (in Deutsch etwa „Markierung für das Mobiltelefon“) beschreibt Markierungen von Objekten, die von mobilen Geräten ausgelesen werden. Neben NFC-Verfahren kann dazu mit Hilfe der Kamera von einem gekennzeichneten Objekt, aus einer Zeitschrift oder von einem Display Information erlangt werden. Üblicherweise werden als Codes verschiedene 2D-Barcodes oder QR-Codes verwendet, es sind auch mehrfarbige Codes bekannt. In den Codes können verschiedenste Datenformate gespeichert werden.

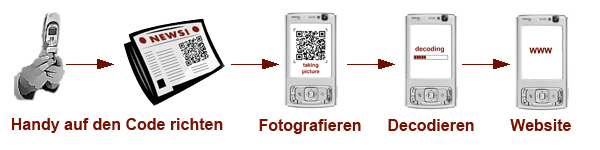
Grafische Veranschaulichung des Mobile-Taggings

## Geschichte
Mobile-Tagging kam in einigen asiatischen Ländern, insbesondere in Japan, um das Jahr 2003 auf und findet seitdem Anwendung in mehreren Bereichen des Mobile Marketing. Als meist verwendete 2D-Codes mit ISO-Norm haben sich der QR-Code der Firma Denso in Asien und die in Amerika entwickelte DataMatrix etabliert.
Gründe des nachhaltigen Erfolgs des Mobile-Tagging sind, neben den flexiblen und vielseitigen Anwendungsgebieten, der schnelle, präzise und vom Kunden gesteuerte Zugang zu Informationen. Durch das Prinzip der Physical World Connection kann der Anwender, beispielsweise durch das Taggen eines Codes in einem Zeitungsinserat, auf Wunsch sofort auf ergänzende Informationen zugreifen (siehe oben).

## Codes und Reader

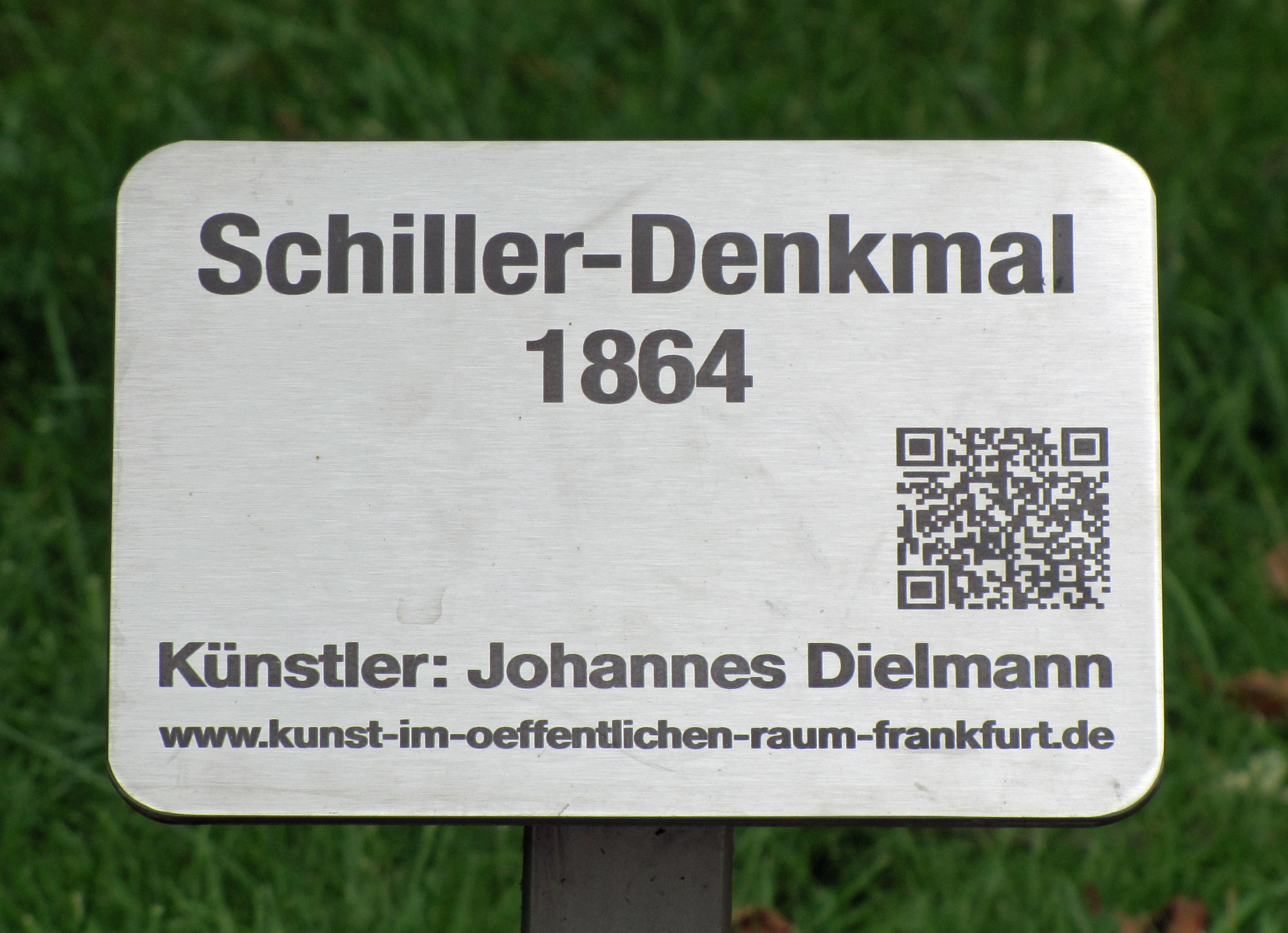
Kodierte Informationen über ein Denkmal

Der Codeinhalt ist beim Mobile-Tagging meist
- eine URL, die auf eine Seite einer Website verweist, auf die man nach der Decodierung direkt über den Handy-Browser weitergeleitet wird.
- ein Transaktionscode, der in einem Dialogablauf weiter verwendet wird.
- ein Zugangscode, der den einmaligen Zugriff auf weitere Daten erlaubt.
- ein Adress-Datensatz (virtuelle Visitenkarte), der in einem Dialogablauf in mobilen Geräten als Kontakt gespeichert werden kann.

Derzeit sind über 70 verschiedene 2D-Barcodes mit ihren jeweiligen Varianten, v. a. in der Logistik, im Einsatz. Im Mobile-Tagging beschränkt sich die Anzahl der verwendeten Codes im Wesentlichen jedoch auf rund ein Dutzend Vertreter.

## Funktionsweise
Um einen 2D-Barcode auslesen zu können, ist es erforderlich einen Reader, also eine spezielle Software, auf dem mobilen Endgerät zu installieren.
Diese „App“likation ermöglicht es, bestimmte Codes über die Kamera des Handys zu lesen. Es gibt diese Apps für viele Betriebssysteme kostenlos. Die Hersteller der Reader sind darum bemüht, das Spektrum der kompatiblen Handys kontinuierlich zu erweitern. Auf den jeweiligen Internetseiten ist es im Allgemeinen möglich, die Software direkt auf das Handy oder auf den PC herunterzuladen und über einen Generator eigene Codes zu erzeugen.
Auch bei den Readern zeigt sich das Problem des fehlenden Standards. Viele Reader können nur die für sie eigens entwickelten Codes lesen. Andere Hersteller setzen hingegen auf die bereits standardisierten Codes und können sowohl den QR-Code als auch die DataMatrix auslesen.
Nachfolgend sind die wichtigsten 2D-Barcodes für Mobile-Tagging und die Reader aufgeführt, die die jeweiligen Codes lesen können.

### Internationale Normung
Die Symbologien der international gebräuchlichen Codes sind genormt, es gibt allerdings zahlreiche proprietäre Codes, deren Gebrauch mit einzelnen Anwendungen beschränkt bleibt.
Derzeit beschäftigt sich das sogenannte Mobile Codes Consortium (MC2), das von den Firmen Publicis Groupe, Hewlett Packard Laboratories, Gavitec AG und Neomedia Technologies ins Leben gerufen wurde, mit der Entwicklung einheitlicher Standards sowohl für die Codes als auch für die Reader. Dem MC2 gehören neben den Gründern derzeit Unternehmen wie KPN, Deutsche Telekom, Nokia und Telefónica Germany an. Die Reader sollen zukünftig standardmäßig auf Mobiltelefonen vorinstalliert werden.

## Anwendungsbereiche

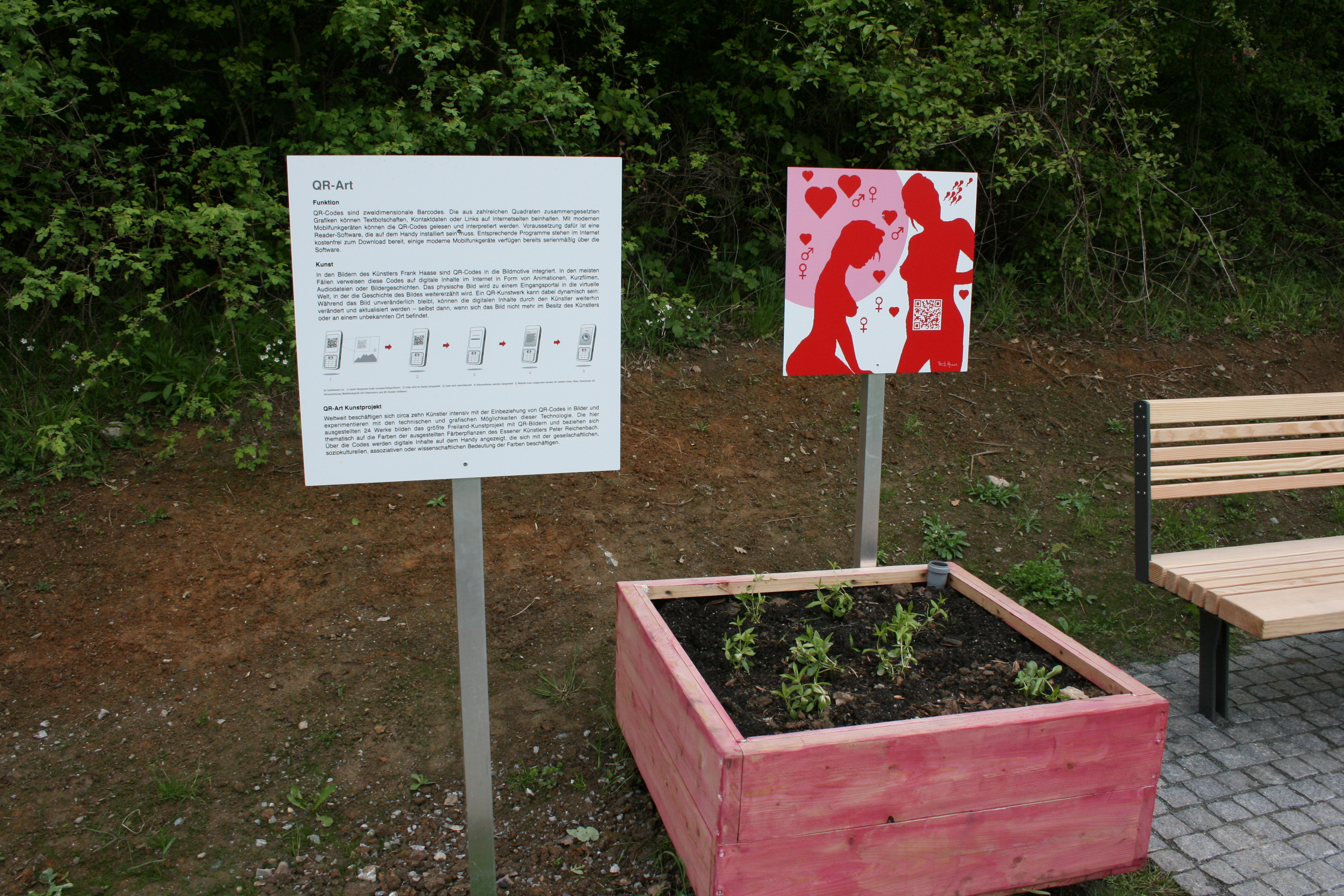
QR-Code in der Kunst

Mittlerweile hat das Mobile-Tagging nicht nur Einzug in den Alltag vieler Asiaten, sondern auch in den vieler Europäer gehalten. So wurden auch im europäischen Raum bereits Kampagnen in den Bereichen des Commercial, Public und Private-Tagging durchgeführt.
Hintergrund und übergeordnete Zielsetzung aller Anwendungen ist die Vision der Medienkonvergenz. Mobile-Tagging verbindet somit statische Informationsträger mit dem Internet und regt darüber hinaus den Konsumenten zu interaktivem Handeln an.
Nicht zuletzt deshalb gehen führende Experten davon aus, dass sich die Märkte für Mobile-Tagging in absehbarer Zeit ähnlichen dem japanischen Pendant entwickeln werden.

### Commercial-Tagging
Unter Commercial-Tagging versteht man den Einsatz von mehrdimensionalen Barcodes mit dem besonderen Fokus auf Mobile-Marketing und Mobile-Advertising.
Darunter fallen das Angebot von Zusatzinformationen (Bsp.: Angaben zu Nährwerten auf Nahrungsmitteln), Direktdownloads (Bsp.: kostenlose Klingeltöne, Videos und Handyspiele) und die direkte Weiterleitung auf die Webseite eines Unternehmens zur Informationsvermittlung oder zum Mobile Shopping.
Gerade beim Commercial-Tagging spielt die Brandingfähigkeit des Barcodes (integriertes Firmenlogo auf dem Code) eine entscheidende Rolle.

### Public-Tagging
Beim Public-Tagging werden Barcodes dazu verwendet öffentliche Informationsträger mit zusätzlichen Informationen zu versehen. Diese beinhalten Wegbeschreibungen, Fahrplanauskünfte, Kundenrezensionen oder andere gemeinnützige Hinweise.

### Private-Tagging
Beim Private-Tagging stehen persönliche Motive im Vordergrund. Neben der Verlinkung von Blogs und Profilen kann beispielsweise an Ort und Stelle (Beispiel: Barcode auf Automobilen) mit dem Handy auf Ebay-Auktionen zugegriffen werden. Darüber hinaus ermöglichen 2D-Codes auf Businesskarten das automatische Speichern von Kontaktdaten im Adressbuch des Mobiltelefones. Neben dem höheren Benutzerkomfort ergeben sich beim Private-Tagging zudem völlig neuartige Möglichkeiten der Selbstdarstellung.